# (8980) Heliaca
(8980) Heliaca ist ein Asteroid des mittleren Hauptgürtels, der am 16. Oktober 1977 von dem niederländischen Astronomenehepaar Cornelis Johannes van Houten und Ingrid van Houten-Groeneveld entdeckt wurde. Die Entdeckung geschah im Rahmen der 3. Trojaner-Durchmusterung, bei der von Tom Gehrels mit dem 120-cm-Oschin-Schmidt-Teleskop des Palomar-Observatoriums aufgenommene Feldplatten an der Universität Leiden durchmustert wurden, 17 Jahre nach Beginn des Palomar-Leiden-Surveys. Eine Sichtung des Asteroiden hatte es schon vorher am 26. Oktober 1968 unter der vorläufigen Bezeichnung 1968 UJ3 am Krim-Observatorium in Nautschnyj gegeben.
Der Asteroid gehört zur Dora-Familie, einer Gruppe von Asteroiden, die nach (668) Dora benannt ist. Die zeitlosen (nichtoskulierenden) Bahnelemente von (8980) Heliaca sind fast identisch mit denjenigen von drei kleineren Asteroiden, wenn man von der Absoluten Helligkeit von 15,5, 17,2 und 16,7 gegenüber 14,1 ausgeht: (182476) 2001 SD116, (272476) Paoladiomede und (384119) 2008 WV140.
Der mittlere Durchmesser des Asteroiden wurde mithilfe des Wide-Field Infrared Survey Explorers (WISE) grob mit 7,239 (±2,039) km berechnet, die Albedo ebenfalls grob mit 0,091 (±0,075).
(8980) Heliaca ist nach dem Kaiseradler benannt, dessen wissenschaftlicher Name Aquila heliaca lautet. Zum Zeitpunkt der Benennung des Asteroiden am 2. April 1999 befand sich der Kaiseradler auf der europäischen Roten Liste gefährdeter Vogelarten.